# クレア・ビショップ
クレア・ビショップ（Claire Bishop　1971年 - ）は、イギリスの美術史家、批評家であり、2008年の9月からはニューヨーク市立大学大学院センターの美術史の教授として教鞭をとっている。ビショップは、ビジュアルアートとパフォーマンスへの参与の中心的な理論家の一人として知られている。彼女が『敵対と関係性の美学』と題して2004年にオクトーバー誌から出版した論文は、関係性の美学の批評として影響力を残した。ビショップの本は、18言語以上に翻訳されており、彼女はまたアートフォーラム誌やオクトーバー誌を含むアートジャーナルに頻繁に寄稿している。

## 初期の教育と生活
ビショップは、ウェールズの端で育ちウェルシュプール高校に通った。1994年にケンブリッジのセント・ジョンズ・カレッジで美術史の学士を取得し、1996年と2002年にエセックス大学で美術史と理論の修士と博士号を取得した。2001年から2006年までロイヤル・カレッジ・オブ・アートで現代美術のキュレーター科でチューターをし、2006年から2008年までコベントリーのウォーリック大学美術史学部の准教授となった。

## キャリア
ビショップの著書『人工地獄 現代アートと観客の政治学』（2012）は、アメリカで「ソーシャル・プラクティス（社会的実践）」として最も知られている、最初の歴史的で理論的な社会関与の参加型アートの概論である。著書でビショップは、20世紀美術の軌跡をたどり、参加型の美学の発展に重要な時機を考察している。そこでは未来派やダダ、東ヨーロッパやパリ、アルゼンチンのシチュアシオニスト・インターナショナルやハプニング、1970年代のコミュニティ・アート・ムーブメントと東ロンドンを拠点とした非営利団体のアーティスト・プレイスメント・グループ（Artist Placement Group）を盛り込んだ。最後はトーマス・ヒルシュホルン、タニア・ブルゲラ(Tania Bruguera)、パウエル・アルタマー（Paweł Althamer）、ポール・チャン(Paul Chan)の現代美術による長期的な教育プロジェクトの議論で締めくくった。『人工地獄』は、アート・イン・アメリカ誌 、アート・ジャーナル誌、CAAレビュー誌、アート・レビュー誌、アート・マンスリー誌、TDR/The Drama Review誌など幅広い出版物でレビューされた。2013年には、『人工地獄』はアート批評でフランク・ジュエット・マザー賞とASAPブック（Association for the Study of the Arts of the Present Book）賞を受賞している。
ビショップは、ダン・ペルジョヴスキがドローイングし、ルーマニア、ロシア、韓国、スペイン、イタリア、日本の各言語に翻訳された『ラディカル・ミュゼオロジー　つまり、現代美術館の「現代」ってなに？』（2013）の著者である。
現在彼女は、注目されるデジタルテクノロジーの影響の変化を理解する方法として、現代美術とパフォーマンスの研究をしている。この研究の一部は『ブラックボックス、ホワイトキューブ、グレーゾーン：ダンスの展示と観客の注目（Black Box, White Cube, Gray Zone: Dance Exhibitions and Audience Attention）』としてTDRより2018年夏に出版している。
2020年、彼女はキューバの芸術家タニア・ブルゲラとの対話本を出版している。

## 出版

### 本
- 『インスタレーション・アート　クリティカル・ヒストリー（Installation Art: A Critical History.）』 London: Tate, 2005. (ISBN 9780415974127)
- 『人工地獄 現代アートと観客の政治学（Artificial Hells: Participatory Art and the Politics of Spectatorship.）』 London: Verso, 2012. (ISBN 9781844676903)
- 『ラディカル・ミュゼオロジー　つまり、現代美術館の「現代」ってなに？（Radical Museology, or, What's Contemporary in Museums of Contemporary Art? ）』London: Koenig Books, 2013 (ISBN 9783863353643)
- 『クレア・ビショップ、タニア・ブルゲラとの対話（Claire Bishop in conversation with/en conversación con Tania Bruguera,）』NY: Cisneros 2020

### 編集
- 『参与（articipation.）』ホワイトチャペルギャラリー、ロンドン、マサチューセッツ工科大学出版局 2006. (ISBN 9780415974127)
- 『1968-1989: 政治的混乱と芸術的変化（1968-1989: Political Upheaval and Artistic Change.） 共同編集マルタ・ジエワンスカ（Marta Dziewanska. Warsaw）: MoMA, 2010. (ISBN 9788392404408)
- 『ダブル・エージェント（Double Agent.）』 ロンドン: ICA, 2009.(ISBN 9781900300582)

### 論集
- '『歴史はそれ自体を枯渇させる（History Depletes Itself）』クレア・ビショップ、ヤン・ヴォ―（DanhVo）ヴェネツィア・ビエンナーレ、デンマーク・パビリオンとプンタ・デラ・ドガーナ美術館、2015年9月、アートフォーラム誌
- 『美術館におけるダンスの危機と可能性：テート、MoMA、ホイットニー（The Perils and Possibilities of Dance in the Museum: Tate, MoMA, and Whitney）』、ダンス・リサーチジャーナルVol.46、No.3、2014年12月
- 『再建の時代：時代錯誤のインスタレーションアート（Reconstruction Era: The Anachronic Time(s) of Installation Art）』、態度が形になるとき：ベルン1969 /ヴェネツィア2013、プラダ・アートプロジェクト、ミラノ2013。
- 『デジタルデバイド：現代アートとニューメディア（The Digital Divide: Contemporary Art and New Media）』、アートフォーラム誌、2012年9月
- 『委任されたパフォーマンス：アウトソーシングの信頼性（Delegated Performance: Outsourcing Authenticity）』、オクトーバー誌、no.140、2012年春号
- 『ソーシャル・ターン：コラボレーションとその不満（The Social Turn: Collaboration and Its Discontents）』、アートフォーラム、2006年2月
- 『敵対と関係性の美学（Antagonism and Relational Aesthetics）』、オクトーバー誌、No.110、2004年秋号

## リファレンス
1. ↑  “'Ruin lust' dominates contemporary art, says US author and academic Claire Bishop”. The Sydney Morning Herald. 2015年3月25日閲覧。
2. ↑  “Former West Conference Bio”. 2021年8月12日閲覧。
3. ↑  https://formerwest.org/Team/ClaireBishop
4. ↑  Bishop, Claire (2012). Artificial Hells: Participatory Art and the Politics of Spectatorship. Verso. pp. back cover. ISBN 978-1-84467-690-3
5. ↑  Heartney, Eleanor (June 2012). “Can Art Change Lives?”. Art in America 100 (6):  67.
6. ↑  Charnley, Kim (Summer 2014). “Criticism and Cooperation”. Art Journal 73 (2):  116–118. doi:10.1080/00043249.2014.949523.
7. ↑  Widrich, Mechtild (August 12, 2013). “Artificial Hells: Participatory Art and the Politics of Spectatorship”. CAA Reviews:  1–3.
8. ↑  Charlesworth, J.J. (October 2012). “Artificial Hells Participatory Art and the Politics Spectatorship”. Art Review (62):  142.
9. ↑  Quaintance, Morgan (September 2012). “Artificial Hells”. Art Monthly (359):  37.
10. ↑  Watt, Kenn (2014). “Artificial Hells: Participatory Art and the Politics of Spectatorship by Claire Bishop (review)”. TDR: The Drama Review 58 (1):  181–183. doi:10.1162/dram_r_00340.

## リンク
- List of publications
- Academia.edu profile
- CUNY Academic Commons profile